# Steinerne Rinne bei Erasbach
Koordinaten: 49° 8′ 3″ N, 11° 25′ 11″ O

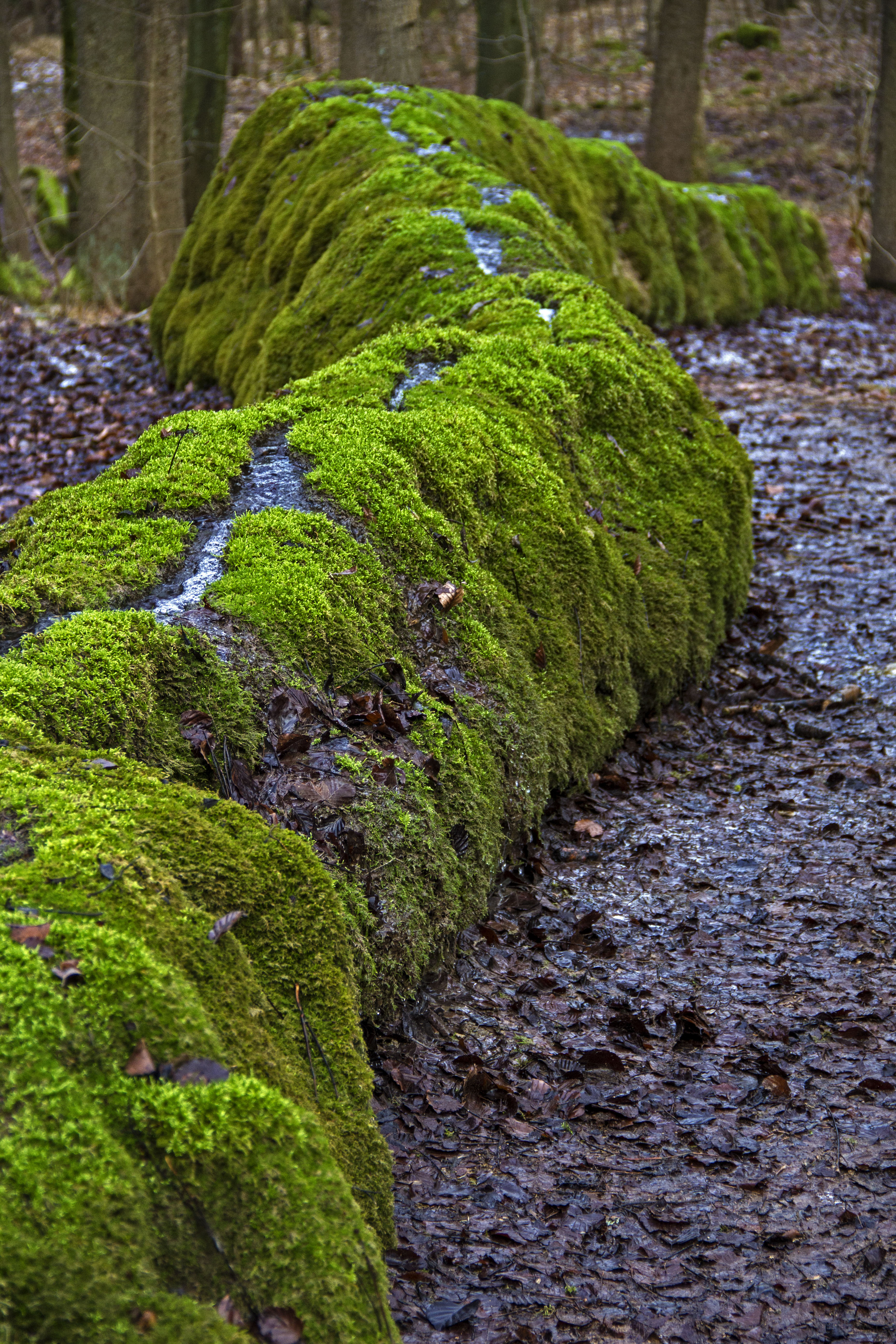
Steinerne Rinne

Die Steinerne Rinne bei Erasbach ist eine Kalktuffrinne nahe Berching im Oberpfälzer Landkreis Neumarkt in der Oberpfalz in Bayern.

## Lage
Die Steinerne Rinne von Erasbach befindet sich etwa zwei Kilometer südlich des Berchinger Ortsteiles Erasbach am Nordhang des Erasbacher Berges.

## Beschreibung
Die Steinerne Rinne von Erasbach ist eine etwa 80 Meter lange und bis zu 80 Zentimeter hohe moosbewachsene Kalktuffrinne. Die Basis der Rinne ist bis zu 85 Zentimeter und die Oberkante bis zu 30 Zentimeter breit. Im flacher werdenden Unterhang wird die Rinne niedriger, schmäler und strömt dem Erasbach zu, welcher in die Sulz mündet.
Kalktuffe kommen in verschiedenen morphologischen Formen als große Tufflager, Sinterterrassen, Tuffkaskaden oder wie hier als Kalktuffrinnen vor. Solche Rinnen sind stets an Quellen gebunden, deren Wasser einen besonders hohen Kalkgehalt aufweist. Kleine, aber konstant fließende Quellen lassen unter günstigen Umständen solche Steinernen Rinnen entstehen.
Im Gebiet zwischen Erasbach und Berching finden sich an der Dogger-Malm-Grenze auffallend viele und teils relativ stark schüttende Karstquellen. Da diese Quellen ausnahmslos dem seichten Karst entspringen, ließen ihre karbonatreichen Wässer eindrucksvolle Kalktuffvorkommen entstehen.
Wie auch bei dem etwa einen Kilometer entfernten Hohen Brunnen tritt hier das Wasser über dem Ornatenton aus den Kalksteinen des Malms aus. Das Grundwasser kann aufgrund der darunterliegenden wasserstauenden Schicht des Ornatentons nicht tiefer versickern und wird seitlich zum Quellaustritt geleitet. Dieser, ein Quelltopf, wird im Volksmund auch Franzosenbrunnen genannt, er liegt auf einer Höhe von 507,7 m ü. NN. Er ist den perennierenden (dauerschüttenden) Karstquellen zuzuordnen. Die Quellschüttung beträgt etwa zwei Liter pro Sekunde, kann aber nach Niederschlägen oder bei der Schneeschmelze auf bis zu neun Liter ansteigen. Wie die Quelle zu dem Namen Franzosenbrunnen kam, steht nicht genau fest. Überlieferungen zufolge sollen bei Berching im 17. oder 18. Jahrhundert während einer Dürreperiode Franzosen gelagert haben, die das Wasser gegen Nahrungsmittel getauscht hätten.
Unterhalb der Franzosenbrunnens schneidet sich das Wasser nicht wie gewöhnlich erosiv in den Untergrund, sondern sein Bett wächst durch die Kalkabscheidung über die Umgebung hinaus.
Die Wassertemperatur an der Quelle schwankt im Jahresverlauf zwischen 7,5 Grad und 8,5 Grad. Am Quellaustritt des Wassers erfährt es eine Druckentlastung, eine Durchmischung mit der Luft und gleichzeitig eine Änderung in der Umgebungstemperatur. Das im Wasser gelöste Kohlendioxid entweicht dabei zum Teil, wodurch Kalk aus dem Wasser ausfällt, der sich, begünstigt von Moosen und anderen Pflanzenteilen, am Rinnenboden absetzt. Bestimmte Algen sind in der Lage, den im Wasser gelösten Kalk auszufällen. Auch die Astmoose fällen durch Entzug des Kohlendioxids aus dem Quellwasser Kalk aus. Algen und Moose bewirken so auf der zunächst ebenen Kalkfläche das nach oben gerichtete Wachstum der Steinernen Rinne. Die Moose finden ihren günstigsten Lebensraum am Rande des Bachbettes in einer feuchten und kalkhaltigen Umgebung. Um immer genügend Sonnenlicht für ihr Wachstum zu bekommen, müssen sie stets nach oben oder zur Seite aus der von der Kalkfällungen hervorgerufene Verkrustung herauswachsen. Die Algen leben hingegen bevorzugt auf dem Grund der Fließrinne; der durch sie abgesetzte feste Kalk dichtet die Rinne nach unten und zur Seite hin ab. So sorgen sie für eine Kanalisierung des Wasserlaufes. Solange die Wasserzufuhr zwischen der Quelle und der Steinernen Rinne nicht unterbrochen wird, wächst sie ständig höher, jedes Jahr um einige Millimeter. Der Untergrund der Steinernen Rinne besteht bis in einer Tiefe von über einem Meter und auf einer Breite von zwei bis fünf Metern aus so entstandenem Kalktuff.
Die Steinerne Rinne von Erasbach ist eine sehr junge geologische Bildung und ist erst ab der Mitte des letzten Jahrhunderts entstanden. Sie ist vom Bayerischen Landesamt für Umwelt als Geotop mit der Nummer 373R020 ausgewiesen.

## Zugang
Die Steinerne Rinne von Erasbach ist ganzjährig frei zugänglich. Am einfachsten erreicht man sie zu Fuß über Forststraßen und Waldwege. Eine Beschilderung ist nicht vorhanden. Da die porösen Tuffkalke empfindlich sind, sollte die Rinne nicht betreten werden. Auch eine Aufstauung oder eine Veränderung der oberen Ränder kann den Wuchs des porösen Kalktuffs nachhaltig verändern. Der Lauf der feinen Rinne würde beeinträchtigt und das weitere natürliche Wachstum empfindlich gestört.

## Bilder

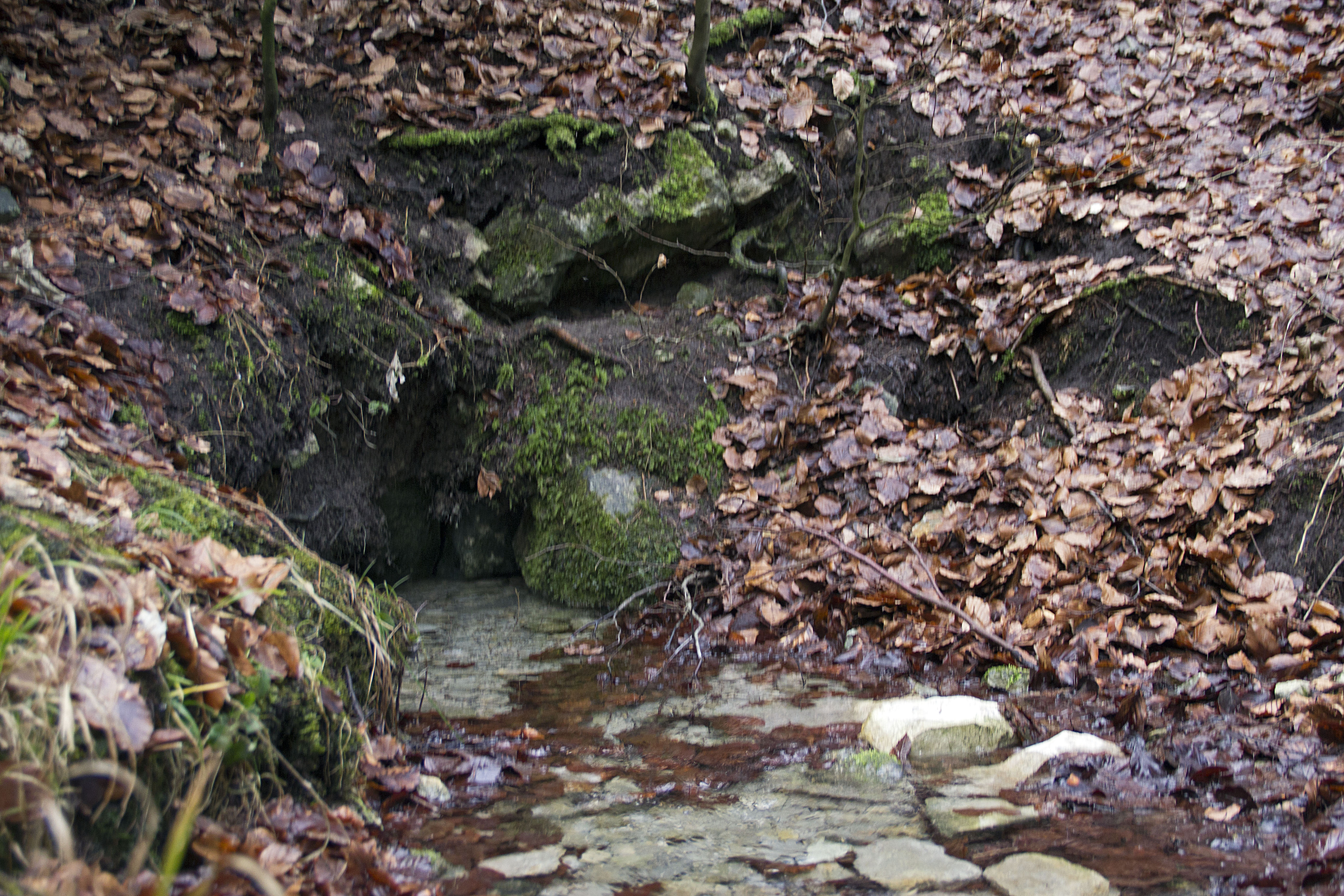
Quelltopf Franzosenbrunnen
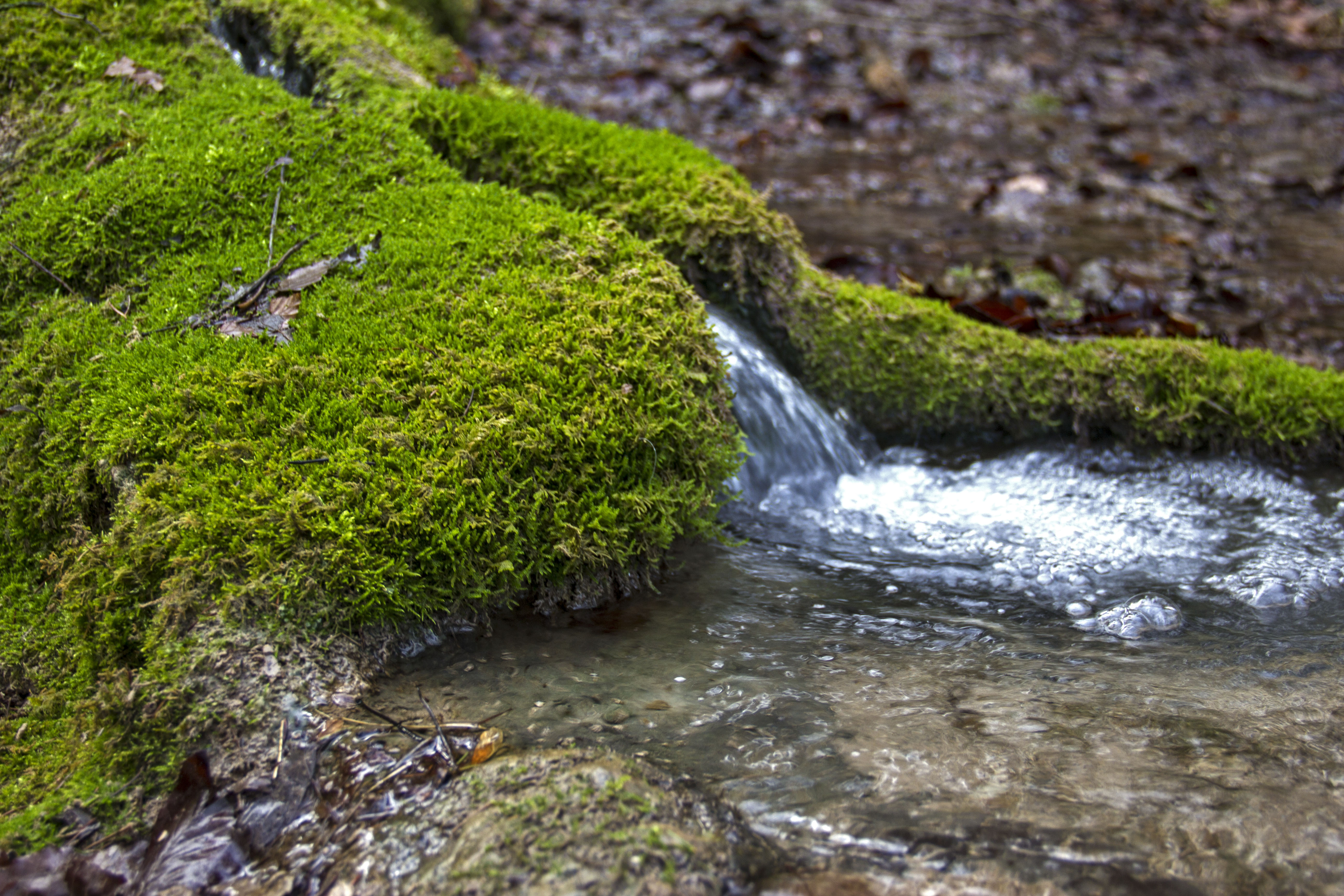
Sinterstufe
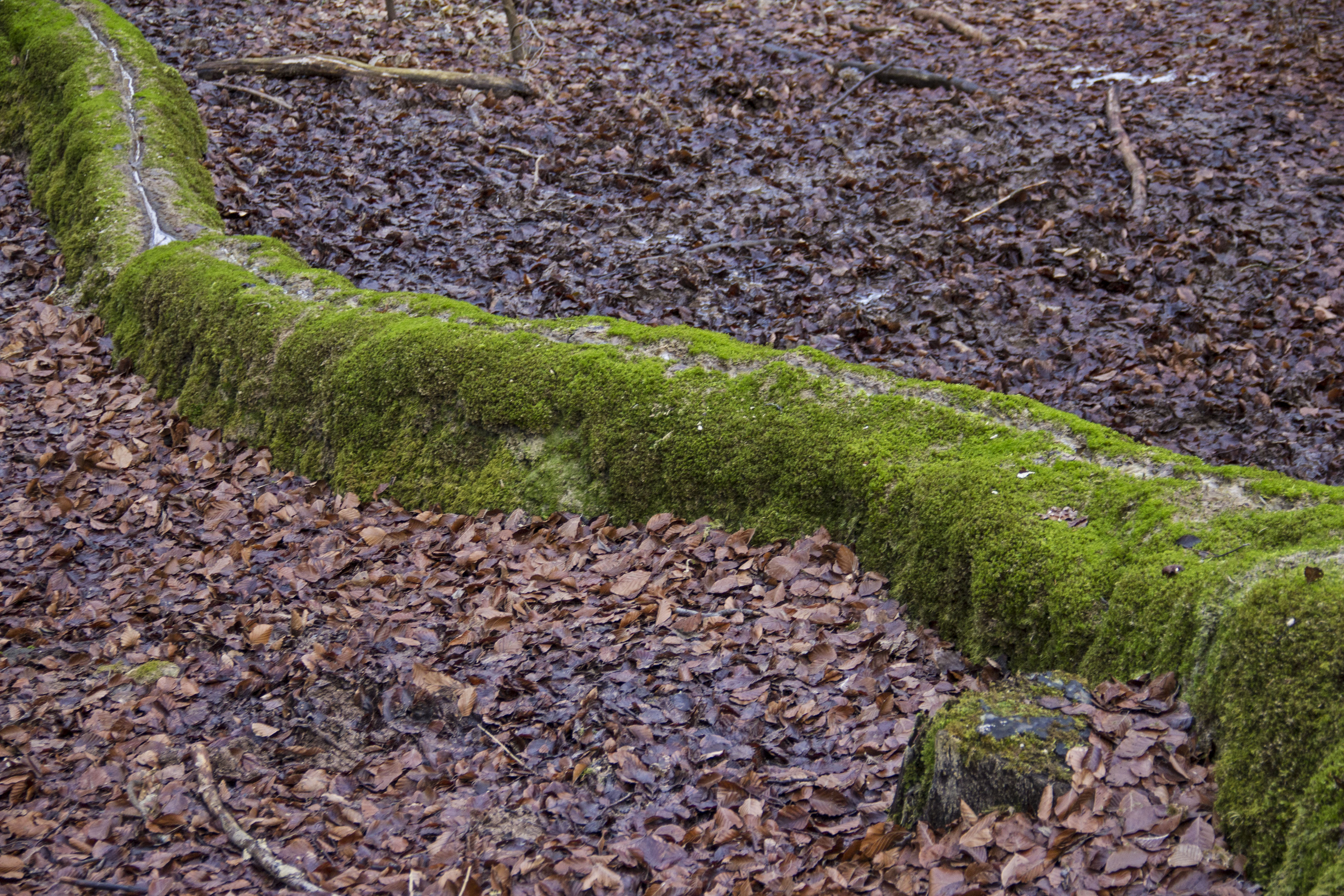
Der hohe Teil der Rinne
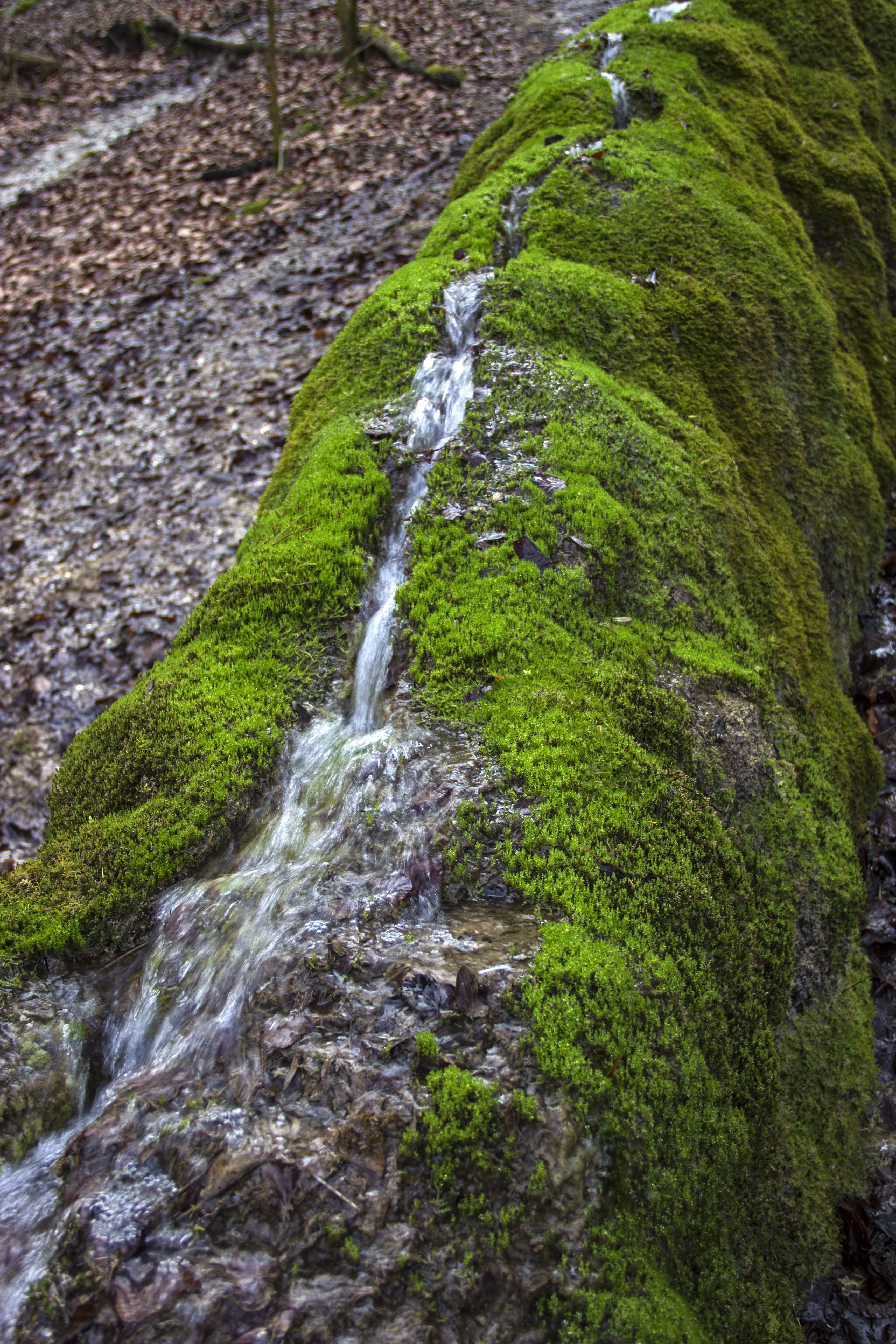
Beschädigung der Rinne
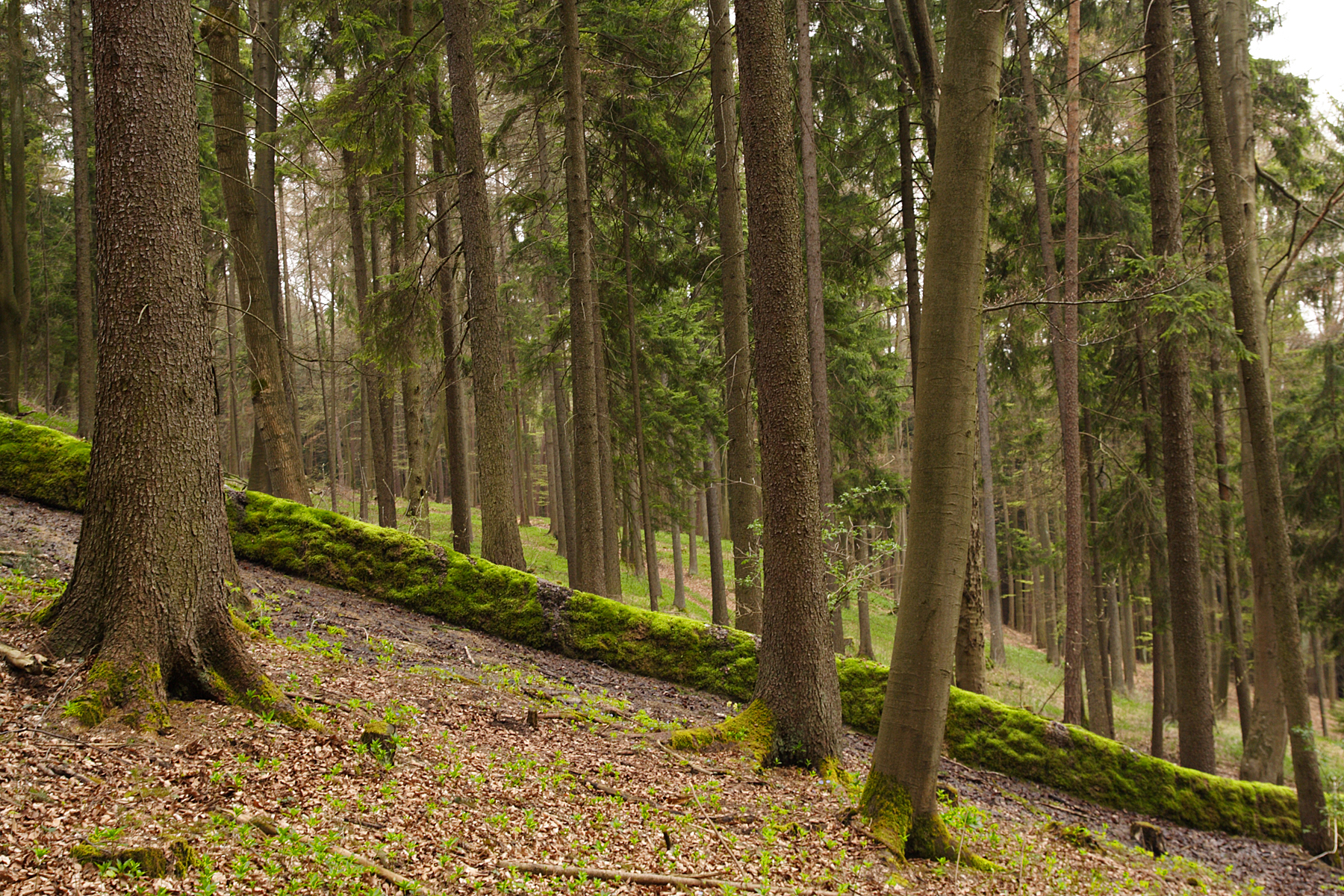
80m den Hang des Fichtenwalds hinab